# Mouchy-le-Châtel
Mouchy-le-Châtel är en kommun i departementet Oise i regionen Hauts-de-France i norra Frankrike. Kommunen ligger i kantonen Noailles som tillhör arrondissementet Beauvais. År 2022 hade Mouchy-le-Châtel 75 invånare.

## Befolkningsutveckling
Antalet invånare i kommunen Mouchy-le-Châtel
| Referens: INSEE |